# Дунфен (ракета)

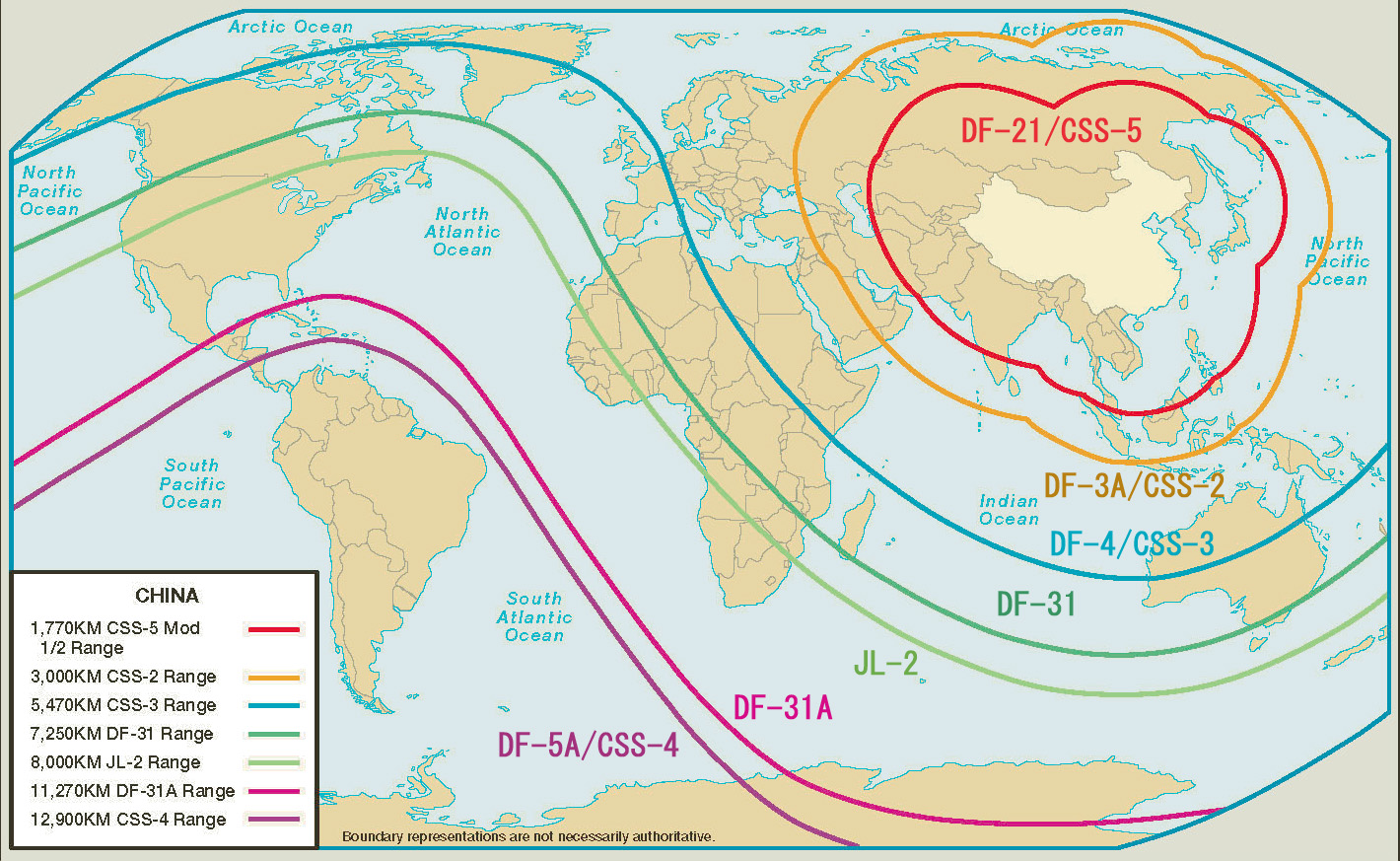
Зони досяжності балістичних ракет НОА Китаю

Дунфен (кит. спр. 东风导弹, піньїнь: Dōngfēng dǎodàn, акад. Дунфен даодань, буквально ракета «Східний Вітер») — серія китайських балістичних ракет середньої та міжконтинентальної дальності. За кордоном назву Дунфен часто скорочують до абревіатури «DF» (наприклад, Дунфен 9 позначають як DF-9).

## Історія
Після укладення Договору про дружбу, союз і взаємну допомогу між КНР та СРСР у 1950 році, Радянський Союз активно допомагав китайським військовим розробникам у навчанні, наданні технічної документації, виробничого обладнання та організації ліцензійного виробництва радянської зброї. Так, у сфері створення балістичних ракет СРСР передав Китаю технології створення та застосування оперативно-тактичних ракет наземного Р-1, Р-2 та морського базування Р-11Ф . Перші китайські балістичні ракети базувалися на основі конструкцій радянських ракет (які у свою чергу ґрунтувалися на німецькій ракеті Фау-2). З того часу Китай далеко просунувся в галузі балістичних ракет та ракетних технологій. Від ракет Дунфен веде своє коріння і космічні ракети-носії серії Чанчжен (Чаньчжен).

## Ракети серії «Дунфен»

### Дунфен 1 (SS-2)

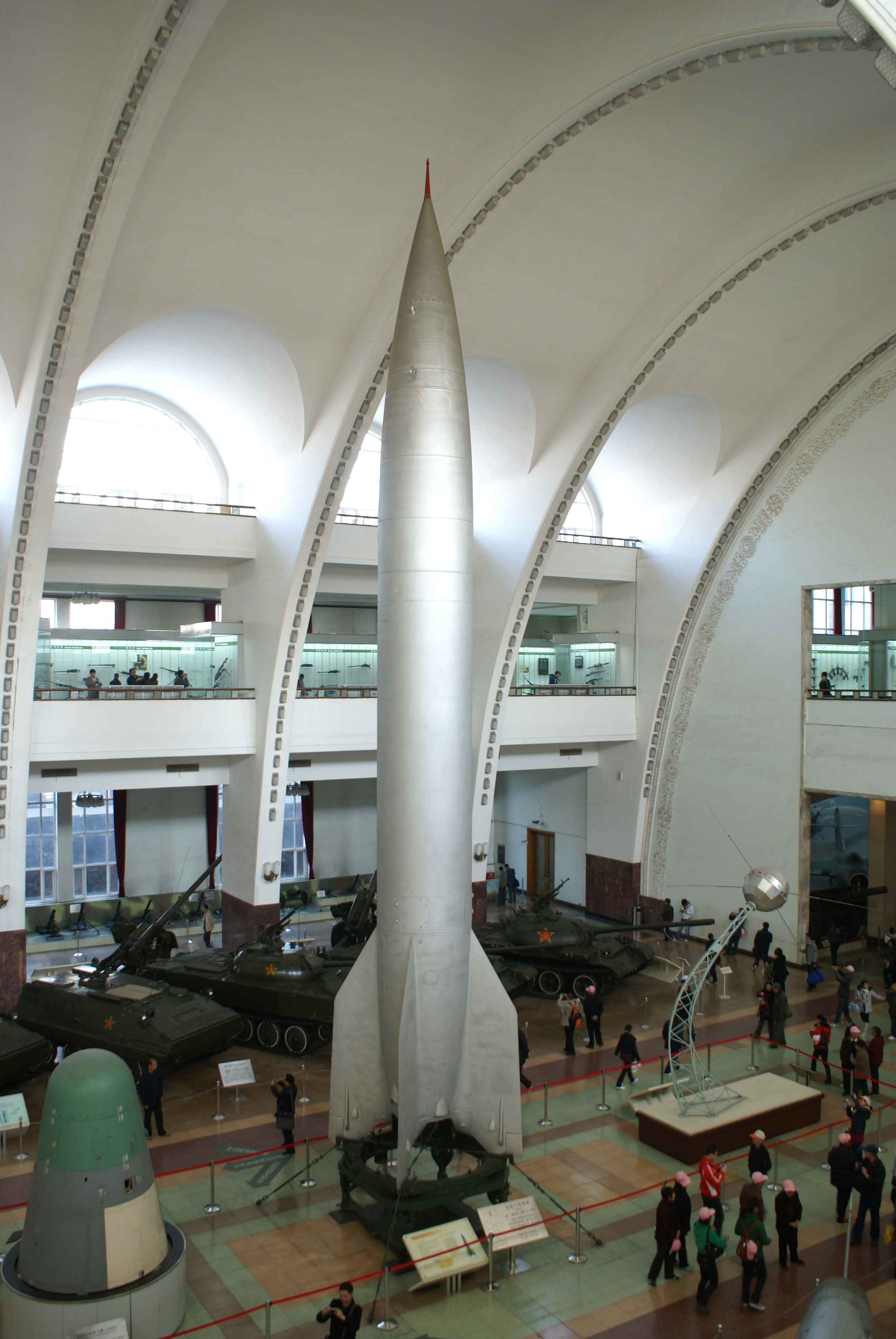
Dongfeng 1

Перша з ракет серії Дунфен, так званий проект 1059, була копією радянської ракети Р-2 (Код НАТО: SS-2 Sibling), ліцензія на виробництво якої і повний комплект документації були передані КНР рішенням радянського уряду від 6 грудня 1957 року. Дунфен-1 була оснащена одним ЖРД РД-101, як паливна пара використовувалися рідкий кисень і етиловий спирт. Ракета могла доставити бойову частину масою до 500 кг на дальність до 550 км. Перший пуск Дунфен-1 відбувся 5 листопада 1960 з бази Шуанченцзи. У 1960-х роках у Китаї було вироблено та розгорнуто обмежену кількість Дунфен-1 із звичайним бойовим спорядженням, після чого ракета була знята з озброєння.

### Дунфен 2 (CSS-1)

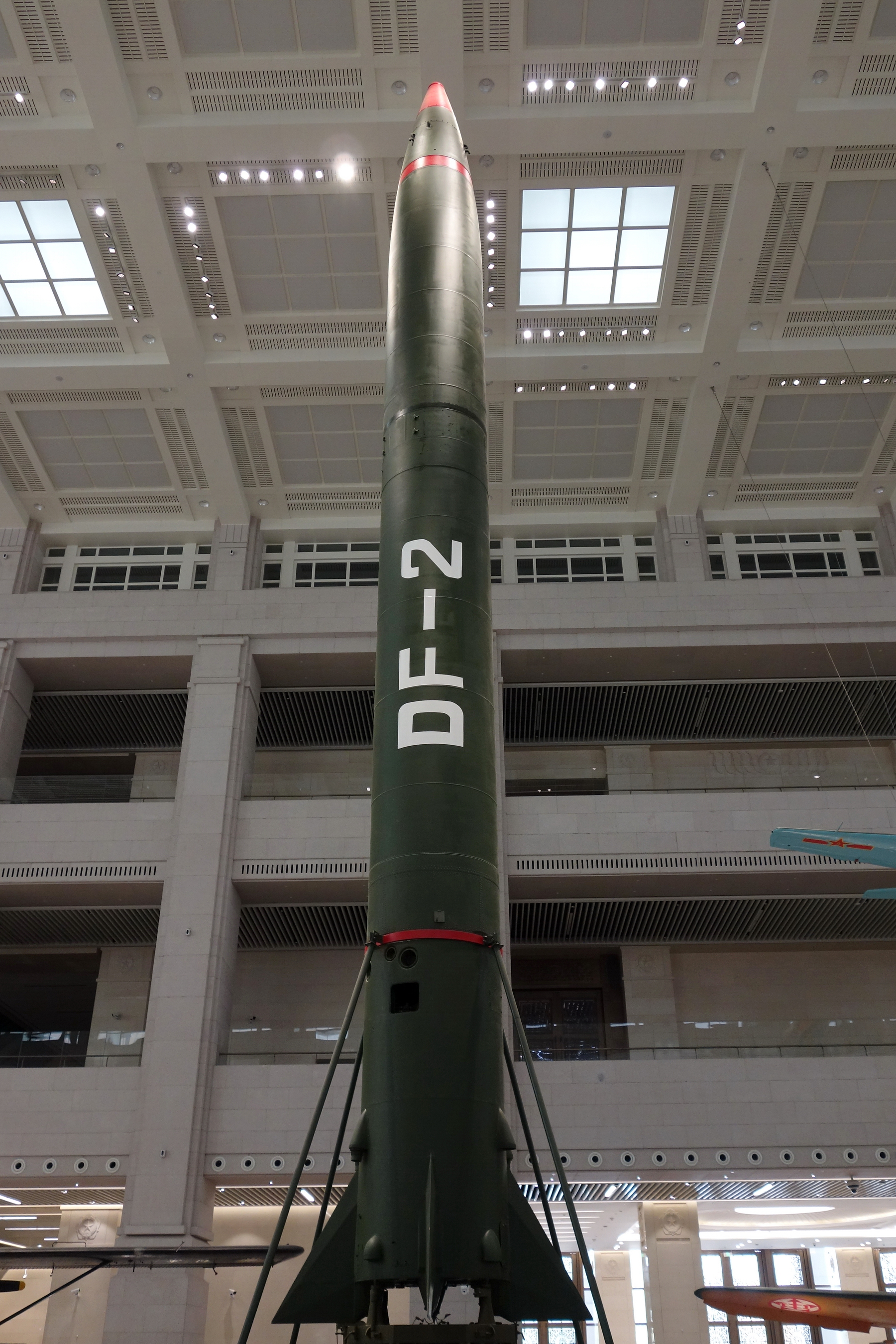
Перша китайська БРСД Дунфен-2 у Пекінському військовому музеї

Дунфен 2 перша китайська балістична ракета середньої дальності з граничною дальністю 1250 км і ядерною бойовою частиною потужністю 15-20 кт. Вона отримала індекс МО США CSS-1 (англ. China Surface-to-Surface (missile)), тобто китайська ракета класу «поверхня — поверхня». Деякі західні спостерігачі вважають, що Дунфен-2 є копією радянської Р-5М (SS-3 Shyster), оскільки вони мають не тільки схожі дальність і вагу БЧ, але й однакові діаметр, довжину (без головної частини), форму і розташування хвостового оперення. Також, не виключено, що технології використані в ракеті Дунфен-2 могли потрапити до КНДР, Ірану та Саудівської Аравії.
Перші вогневі випробування проведено 28 листопада 1961 року. Перший пуск Дунфен-2 21 березня 1962 закінчився невдало, що призвело до появи допрацьованої модифікації Дунфен-2А, успішний пуск якої відбувся 29 червня 1964 року. 27 грудня 1966 року Китаєм було здійснено перший випробувальний пуск балістичної ракети Дунфен-2А, оснащеної ядерною бойовою частиною потужністю 12 кт, ракета стартувала з бази Шуанченцзи і пролетівши 800 км, успішно вразила ціль у Лоб-Норі. Вона була введена в експлуатацію наприкінці 1960-х років. і залишалася на озброєнні до 1980-х рр., коли Дунфен-2А було знято з бойового чергування.

### Дунфен 3 (CSS-2)
Дунфен 3 вважається першою китайською БРСД розробленою власними силами. Після відмови СРСР у наданні доступу до матеріалів Р-12, урядом Китаю на початку 1960-х років було прийнято рішення розробити власну БРСД з аналогічними характеристиками. Конструкція ракети була розроблена Ту Шоуе (кит.: 屠守锷) та Сунь Цзядуном (кит.: 孙家栋), виробництво ракет велося заводі № 211 (Головна компанія аерокосмічної техніки (кит.: 首都航天机械公司), відомий також як Головний машинобудівний завод (кит.: 首都机械厂). Дунфен 3 з дальністю 2,5 тисячі кілометрів і вагою, що закидається, у дві тонни, спочатку розроблялася для доставки ядерної (а пізніше — термоядерної) боєголовки. Розробка більш досконалої модифікації Дунфен 3А (DF-3A) дальністю в 2800 км (до 4000 км з полегшеною ГЧ) було розпочато 1981 року, а 1986 року відбулися її льотні випробування. Деякі джерела стверджують, що в 1987 році Китай поставив до 60 ракет Дунфен 3А зі спеціально розробленою фугасною бойовою частиною в Саудівську Аравію де вони стали основою нового виду місцевих збройних сил: Королівські Саудівські стратегічні ракетні сили. Станом на 2009 рік у самому Китаї більшість ракет Дунфен 3/3А виведені з експлуатації, а 30-40 ракет КНР, що залишилися, планує замінити на ракети Дунфен 21.

### Дунфен 4 (CSS-3)
Дунфен 4 «Цзінюй» — двоступінчаста рідинна балістична ракета на висококиплячих компонентах палива (ПДМГ і АТ), так званої обмеженої міжконтинентальної дальності, здатна доставити на відстань до 4750 км (за іншими даними — до 7000 км) головну частину масою до 2200 кг (штатне бойове оснащення — термоядерна моноблочна ГЧ потужністю до 3 Мт). Вона була розроблена в кінці 1960-х років, щоб забезпечити можливість ударів по Москві (у тому числі зі східних районів КНР) та Гуаму. Дунфен 4 стала основою для першої китайської космічної ракети-носія Чанчжен-1 (CZ-1), що доставила на орбіту перший китайський супутник. На 2007 рік, до 20 ракет DF-4 (і 11 пускових установок), як і раніше, перебувало на озброєнні Китаю.

### Дунфен 5 (CSS-4)
Двоступінчаста, далекобійна китайська міжконтинентальна ракета, дальність польоту від 12 000 до 15 000 кілометрів. Рідкопаливна DF-5 надійшла на озброєння в 1971 році, для заправки потрібно від 30 до 60 хвилин. У планах заміна DF-5 на твердопаливні DF-41. У 1986 варіант DF-5A зі збільшеною дальністю до більше 15 000 км і більш точною системою наведення. Модернізація DF-5A збільшила вагу системи, що закидається, з 3000 кг до 3200 кг. Потужність БЛ 4-5 Мт. У 2015 році з'явився варіант DF-5B, збільшивши вагу, що закидається, до 5000 кг, оснащений засобами прориву ПРО, з від 3 до 8 РГЧ. У 2017 році Китай оголосив про випробування варіанта DF-5C, оснащених 10 РГЧ. Станом на 2017 рік в експлуатації було близько 20 пускових установок DF-5.

### Дунфен 11 (CSS-7)
Дальність 300—500 км. Кількість ПУ ракет даного типу, що перебувають на озброєнні НВАК, станом на 2024 рік оцінюється в 108 одиниць.

### Дунфен 15 (CSS-6)
Дунфен-15 (часто позначають DF-21, експортне позначення M-9) — оперативно-тактичний ракетний комплекс. Розробка почалася в 1985 р., перший пуск відбувся в 1987 р. Ракета одноступенева, твердопаливна, з ГЧ, що відокремлюється. Можливе встановлення ядерної бойової частини потужністю 50-350 кт.

### Дунфен 16 (CSS-11)
Мобільна двоступенева твердопаливна ракета з дальністю 800—1000 км на п'ятиосному шасі, аналогічному DF-21. Ракета діаметром 1,2 м має вертикальний запуск. Прийнято на озброєння у 2011 році (вперше показано на Параді Перемоги у вересні 2015 року) для заміни більш старих ракет DF-11 та DF-15. Бойова частина масою 1000—1500 кг оснащена трьома боєголовками, що маневрують, з ядерною, фугасною або суббоєприпасною начинкою. Використовуючи як інерційну, так і GPS-систему наведення, ракета має КІВ (Кругове імовірне відхилення) 5-10 метрів. Дунфен-16 становить підвищену загрозу для Тайваню, оскільки має здатність прориву ПРО, таких як MIM-104 Patriot PAC-3.

### Дунфен 17

Мобільна пускова установка DF-17.

Мобільна двоступінчаста твердопаливна ракета з дальністю 1800—2500 км, спеціально призначена для доставки керованого бойового блоку DF-ZF (раніше WU-14). Аналог ракети Дунфен-16. Перший ударний гіперзвуковий комплекс у світі.
Як заявляють експерти, DF-17 здатна розвивати швидкість в 5-10 чисел Маха, її дальність становить 1800—2500 кілометрів, в ній використовується головна частина, що розділяється, з блоками індивідуального наведення, відділення гіперзвукового глайдера від ракетного прискорювача відбувається на висоті 60 км. Ракета може бути оснащена як звичайними, так і ядерними боєголовками. Конструктивно DF-17 представляє твердопаливний прискорювач балістичної ракети DF-16B з бойовим блоком DF-ZF.Перші спільні льотні випробування ракети та гіперзвукового блоку відбулися 1 листопада 2017 року. Вперше, разом із блоком DF-ZF, показана публіці продемонстрована на військовому параді 1 жовтня 2019 року, присвяченому 70-річчю КНР.

### Дунфен 21
DF-21A (CSS-5) — мобільна твердопаливна ракета середньої дальності на озброєнні Другого артилерійського корпусу. Вага головної частини ракети — 600 кг, ракета несе ядерну боєголовку потужністю 500 Кт на дальність до 2500 км. Надалі комплекс неодноразово модернізувався і став основою розробки нових видів озброєння. Крім DF-21A, відомо про наступні модифікації DF-21B, DF-21С, DF-21D.
DF-21C має вагу головної частини 2000 кг, максимальна дальність стрільби — 1700 км. Головна частина в ядерному виконанні оснащується трьома малогабаритними бойовими блоками потужністю 90Кт та комплексом прориву протиракетної оборони з набором важких та легких хибних цілей. Станом на 2010 рік кількість ракет НОАК, що знаходяться на озброєнні, оцінюється в 80 одиниць DF-21 і 36 DF-21C, розгорнутих у провінціях Ляонін, Цзянсі, Юньнань, Фуцзянь, Цинхай.
DF-21D є першою і єдиною в світі протикорабельною балістичною ракетою, і першою системою озброєнь, здатною вражати авіаносні ударні групи, що рухаються, на великій дальності за допомогою наземних рухомих пускових установок. Вперше показано на параді восени 2015 року. Має максимальну дальність польоту до 1500 км. Цілевказівка здійснюється за допомогою радіолокаційної та оптико-електронної апаратури супутників Yaogan. На низхідній ділянці траєкторії після відділення головної частини швидкість польоту досягає 10М. Наведення на пасивній ділянці здійснюється за допомогою радіолокаційної ДСП. Позиційні райони протикорабельних ракет DF-21D у горах Чанбайшань дають можливість НВАК контролювати протоки, що з'єднують Японське море з акваторіями світового океану. До зони поразки входить і американська військово-морська база на острові Гуам.

### Дунфен 25
2-ступінчаста твердопаливна БР на базі МБР DF-31 (перші 2 ступені). Початок розробки — кін. 80-х. З БР у ТПК. Дальність стрібльби — 1700 км. Стартова маса — ? т, ГЧ — 2 т (РГЧ ІН з 3 ББ по 250 кт або моноблочна фугасна). З оптичною ГСН.
Можливо скасовано.
DF-25A — проект залізничного базування.

### Дунфен 26
Дунфен 26 — мобільна твердопаливна балістична ракета. Несе бойову частину 1200—1800 кг на дальність до 5000 км з точністю до 100 метрів. Можливі боєголовки включають звичайні, ядерні або навіть маневрені протикорабельні та гіперзвукові бойові частини, що планують. Це перша китайська балістична ракета зі звичайним озброєнням, здатна досягти військових об'єктів США на Гуамі, тому отримала назву Гуамський експрес або Гуамський вбивця. Вперше представлена на параді у 2015 році, у квітні 2018 року офіційно підтверджено, що DF-26 перебуває на озброєнні, на 2017 рік — на озброєнні 16 установок.

### Дунфен 31
Дунфен 31 (CSS-10) може використовуватися для доставки безпілотного гіперзвукового блоку DF-ZF (раніше WU-14), що може підвищити дальність польоту та знизити ймовірність перехоплення ПРО. Для базування використовуються вантажівки, у тому числі DFM. Станом на 2010 рік кількість ракет даного типу НОАК, що перебувають на озброєнні, оцінюється в 36 одиниць.

### Дунфен 41 (CSS-X-10)
Триступінчаста твердопаливна МБР «Дунфен-41» може нести до 10-12 боєголовок, що розділяються, по 1 мегатонні кожен, на дальність від 4 тисяч до 14 тисяч км. Система наведення інерційна з використанням супутникової системи навігації Compass та «Бейдоу». Розгортання першої бригади проведено 23 січня 2017 року. Повідомляється про три ракетні бригади: у східній провінції Хейлунцзян, у центральній провінції Хенань та в Сіньцзян-Уйгурському районі на північному заході Китаю. Із західних районів Китаю або зі східної провінції Хейлунцзян до Нью-Йорка та Вашингтона близько 10 тис. км (по маршруту відповідно у західному та східному напрямках). Міністерство оборони Китаю підтвердило, що його військові проводять випробування нової мобільної залізничної міжконтинентальної балістичної ракети.

## Помилкова думка про виробника
Серед незнаючих людей існує думка, що виробником цього сімейства ракет є Dongfeng Motors. Насправді DFM до виробництва цих ракет жодного відношення не має.